# Якунино (Верховажский район)
Якунино — деревня в Верховажском районе Вологодской области.
Входит в состав Чушевицкого сельского поселения, с точки зрения административно-территориального деления — в Чушевицкий сельсовет.
Расстояние по автодороге до районного центра Верховажья — 57,6 км, до центра муниципального образования Чушевиц — 13,8 км. Ближайшие населённые пункты — Версеньевская, Михалёво, Фоминогорская.
По данным переписи в 2002 году постоянного населения не было.